# HMS Argonaut (61)
HMS «Аргонаут» (61) (англ. HMS Argonaut (61) — військовий корабель, легкий крейсер типу «Дідо» Королівського військово-морського флоту Великої Британії.

## Історія створення
HMS «Аргонаут» (61) був закладений 21 листопада 1939 на верфі Cammell Laird, Беркенгед (Велика Британія) і спущений на воду 6 вересня 1941. До складу Королівського ВМС крейсер увійшов 8 серпня 1942.